# Antonio Pedroza
Antonio Michael Pedroza Whitham, (nació el 20 de febrero de 1991 en Chester, Cheshire, Inglaterra), más conocido como Antonio Pedroza es un exfutbolista inglés de ascendencia mexicana. 
Se desempeñaba como atacante.

## Infancia
Nacido en Chester, Inglaterra, es hijo de padre mexicano y madre inglesa. Viajó a los 2 años de edad a Miguel Auza, Zacatecas, donde vivió la mayor parte de su niñez.

## Trayectoria
Antonio comenzó a jugar fútbol en el Centro de Sinergia Futbolística de Ciudad Lerdo, en Durango, al cual se unió a los 13 años de edad. Durante su formación en dicha institución, Antonio estuvo a prueba en diferentes clubes europeos como el Chelsea FC, el Liverpool FC y el Arsenal FC de Inglaterra, así como el Atlético de Madrid de España, aunque no se quedó en ninguno. Luego de permanecer durante 3 años en el CESIFUT, Antonio se unió a Jaguares de Chiapas en el 2007, a petición de Sergio Almaguer,  en ese momento Director Deportivo del club chiapaneco.
Debutó con los Jaguares de Chiapas en la Primera División de México el 3 de noviembre del 2007, enfrentando a Pachuca en el Estadio Víctor Manuel Reyna, en partido correspondiente a la Jornada 16 del Apertura 2007; los Tuzos ganaron 0-2. El entrenador del conjunto felino, René Isidoro García, lo hizo ingresar de cambio al medio tiempo por Daniel Silva; en ese momento, "Tony" se convirtió en el cuarto futbolista más joven en debutar en el máximo circuito.   
En los siguientes torneos, tuvo actividad con Jaguares B en la Liga de Ascenso de México y posteriormente con el equipo Sub-20 de los Naranjas. Con la llegada de José Guadalupe Cruz a la dirección técnica del club de cara al Apertura 2010, "Tony" retornó al primer equipo.
Realizó su primer gol con Jaguares, el 26 de enero del 2011 en la Copa Libertadores 2011 ante el Alianza Lima de Perú, al marcar al minuto 41 el primer gol en la victoria de su equipo por 0-2.  Su segunda anotación con los Naranjas sería ante el mismo equipo en el partido de vuelta por la Primera fase (repechaje), en donde abrió el marcador al minuto 69, en otra victoria por 2-0.  En el encuentro de ida de los cuartos de final de la competencia, ante el Cerro Porteño de Paraguay, Antonio anotó en el último minuto el gol que le dio el empate 1-1 a Jaguares. 
Equipos como el Chelsea Football Club, Arsenal Football Club y Fulham Football Club de Inglaterra, así como el AS Roma de Italia, buscaron su contratación.  No obstante, luego de que su contrato con los Jaguares expirase en junio del 2011, se habló de un posible interés del Tottenham Hotspur Football Club por contratarlo e incluso el tabloide inglés Daily Mirror aseguraba que Pedroza había firmado un contrato de 4 años con el club londinense por un monto de £1 millón. Sin embargo, el mismo tabloide afirmó semanas después que el traspaso de Antonio cayó a última hora debido a que no logró convencer a los dirigentes del club luego de que le realizaran algunas pruebas.
Luego de que su traspaso al Tottenham cayera de forma repentina, Antonio se quedó en Inglaterra para probarse con el Crystal Palace de la Football League Championship, siendo llamado a un encuentro amistoso frente al Wycombe Wanderers el 19 de julio del 2011, en donde entró de cambio al medio tiempo en el empate a 0-0 entre los dos equipos. En el siguiente encuentro amistoso ante el East Grinstead Town, Antonio ahora fue titular, ayudando a su equipo a llevarse la victoria por 4-0 aunque sin haber marcado un solo gol. Luego de probarse de manera satisfactoria durante un mes, Antonio terminó firmando un contrato de 3 años el 7 de septiembre del 2011.
Luego de su paso por Inglaterra, retornó a México para jugar con Morelia durante la Temporada 2012-2013.
El 26 de julio del 2014, se anunció su llegada al Club Sport Herediano, de la Primera División de Costa Rica.
En el segundo semestre del 2021, formó parte del plantel de Chapulineros de Oaxaca, en la segunda Temporada de la Liga de Balompié Mexicano. 

## Selección nacional
En mayo del 2011, medios ingleses afirmaron que visores de la FA habían estado siguiendo a Antonio para un posible llamado a la Selección de Inglaterra Sub-20 de cara a la Copa Mundial de Fútbol Sub-20 de 2011 debido a su ascendencia inglesa por parte de su madre.

## Clubes
| Club                         | País       | Año           |
| ---------------------------- | ---------- | ------------- |
| Jaguares de Chiapas          | México     | 2007-2011     |
| Crystal Palace               | Inglaterra | 2011-2012     |
| Morelia                      | México     | 2012-2013     |
| Cruz Azul                    | México     | 2013          |
| Cruz Azul Hidalgo (Cárnet)   | México     | 2013-2014     |
| C. S. Herediano              | Costa Rica | 2014          |
| Cruz Azul                    | México     | 2015          |
| Herediano                    | Costa Rica | Verano 2016   |
| Toluca                       | México     | 2016-2017     |
| Olmedo de Riobamba           | Ecuador    | 2018          |
| C. S. Herediano              | Costa Rica | 2018-2019     |
| Mineros de Zacatecas         | México     | Apertura 2019 |
| Chapulineros de Oaxaca (LBM) | México     | 2021          |

## Palmarés

### Campeonatos nacionales
| Título           | Club            | País       | Año           |
| ---------------- | --------------- | ---------- | ------------- |
| Primera División | C. S. Herediano | Costa Rica | Verano 2016   |
| Primera División | C. S. Herediano | Costa Rica | Apertura 2018 |

### Campeonatos internacionales
| Título                                   | Club            | Sede     |
| ---------------------------------------- | --------------- | -------- |
| Liga de Campeones de la Concacaf 2013-14 | Cruz Azul       | México   |
| Liga Concacaf 2018                       | C. S. Herediano | Honduras |